# Uccisione di Giovanni Gentile

Giovanni Gentile negli ultimi anni

L'uccisione di Giovanni Gentile avvenne a Firenze il 15 aprile 1944 ad opera di Bruno Fanciullacci, partigiano comunista dei Gruppi di Azione Patriottica (GAP). Fu un episodio che divise lo stesso fronte antifascista, venendo disapprovato dal CLN toscano con la sola esclusione del Partito Comunista Italiano. Si tratta dell'azione dei GAP che ha suscitato il maggior numero di discussioni insieme all'attentato di via Rasella. Le polemiche sull'evento non si sono mai sopite, rinfocolandosi ancora negli anni duemila.

## L'adesione alla Repubblica Sociale Italiana
Tra i più autorevoli intellettuali organici del regime, Giovanni Gentile aveva svolto fin dal 1923 una fondamentale azione a favore della legittimazione storica e ideologica del fascismo, presentandolo come la compiuta realizzazione del Risorgimento. Tuttavia, dopo aver ricoperto l'incarico di Ministro della pubblica istruzione dal 1922 al 1924, rimase confinato in un ruolo politico minore, pur non facendo mai mancare il suo sostegno al regime e in particolare alla persona di Mussolini.

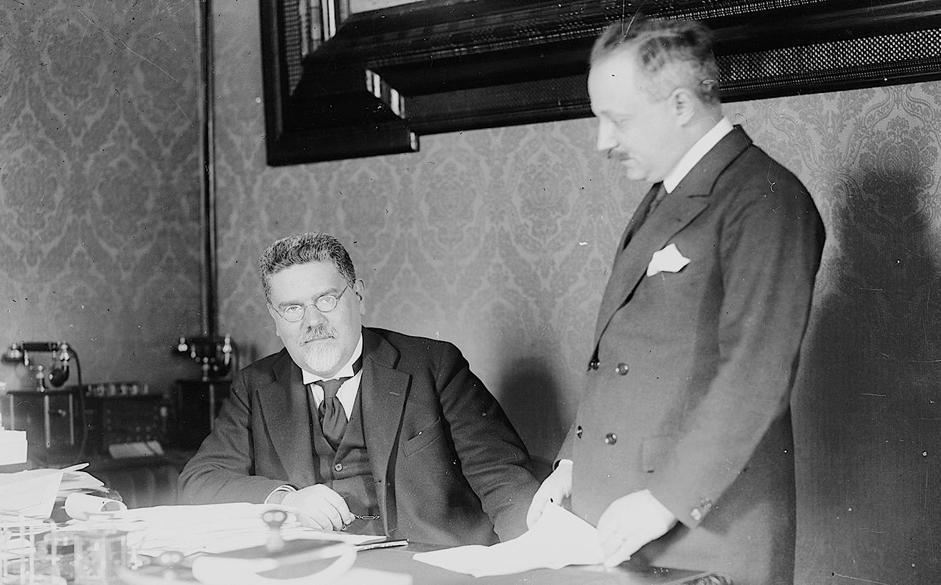
Gentile con il suo collaboratore Leonardo Severi nel 1923. Dopo la caduta del fascismo Severi, diventato ministro del governo Badoglio, attaccò pubblicamente Gentile.

Durante la guerra, nel 1942 si trasferì in Toscana, dove prese dimora prima a Troghi e poi a Firenze nella villa di Montalto al Salviatino, ai piedi della collina di Fiesole. Dopo il crollo del regime del 25 luglio 1943, il suo ex segretario al dicastero della pubblica istruzione Leonardo Severi, divenuto egli stesso ministro del governo Badoglio, pubblicò tre lettere private da lui ricevute, contenenti consigli relativi principalmente alla Scuola Normale Superiore di Pisa, rispondendo tramite una lettera aperta pubblicata dal Giornale d'Italia e ripresa da altri quotidiani. In tale lettera, Severi prese le distanze da Gentile, scrivendo di lui che:
La pubblicazione delle lettere procurò a Gentile critiche sia da parte dei fascisti che degli antifascisti, venendo accusato di essere pronto a mettersi al servizio del nuovo governo.
Subito dopo l'annuncio dell'armistizio dell'8 settembre 1943, Gentile divenne destinatario di vari violenti attacchi di parte fascista tramite Radio Monaco, ispirati probabilmente da Giovanni Preziosi. Dopo la proclamazione della Repubblica Sociale Italiana, su insistenza del ministro dell'Educazione Nazionale (questo era il nome dato al ministro della pubblica istruzione nella RSI) Carlo Alberto Biggini, il 17 novembre Gentile incontrò Mussolini e decise di aderire al regime di Salò, venendo nominato presidente dell'Accademia d'Italia, trasferita a Firenze presso Palazzo Serristori. Assunse inoltre la direzione della rivista Nuova Antologia, dopo aver esplicitamente chiesto a Ferdinando Mezzasoma, ministro della Cultura Popolare, di essere autorizzato ad avvalersi «anche di collaboratori non fascisti purché sinceramente e lealmente italiani». Circa le ragioni che lo indussero a schierarsi ancora una volta al fianco del Duce, Gennaro Sasso ha scritto:

## L'impegno per la «concordia degli animi»
Secondo le idee politiche di Gentile i concetti di fascismo, Stato e nazione erano sinonimi. In coerenza con tali idee, già nel discorso tenuto al Campidoglio il 24 giugno 1943, prima del crollo del regime, aveva invocato l'unità nazionale al di sopra dei partiti e delle fazioni. La visione gentiliana, affermando il primato dello Stato sul partito, aveva contribuito non poco a delineare le caratteristiche del sistema politico durante il Ventennio (1922-1943), in cui il Partito Nazionale Fascista, salvo alcuni brevi periodi, non aveva mai avuto grande rilevanza, a differenza dei contemporanei modelli totalitari tedesco e sovietico, dove il partito unico esercitava ben altro ruolo. All'interno della RSI, il Partito Fascista Repubblicano, sotto la guida di Alessandro Pavolini, in aperta contestazione dell'esperienza del Ventennio (e quindi delle idee di Gentile) aspirava invece ad ottenere una posizione di preminenza, proponendo la centralità del partito e una visione del fascismo rivoluzionaria e antiborghese, con forti influenze del modello nazista. In questo quadro, Gentile era una personalità invisa ai fascisti più estremisti, i cui attacchi contro il filosofo, dopo il suo colloquio con Mussolini, si intensificarono. Particolarmente violenti quelli apparsi il 27 novembre e nelle settimane successive su Il Fascio di Milano (che lo accusò di essere stato disposto a collaborare col governo Badoglio e di aver trasformato l'Enciclopedia Italiana in una «casa di ebrei»), Il Regime fascista e La Sera.
Insomma, per gli estremisti fascisti, Gentile era il principale esponente di quella categoria di intellettuali che, pur avendo aderito alla RSI, non sarebbero stati dei veri fascisti rivoluzionari consapevoli del senso della lotta in corso, ma dei «liberali borghesi», dei «pietisti» inclini al compromesso e pronti a invocare presso Mussolini la «concordia nazionale» e la «tolleranza» verso i «mortali nemici» del fascismo. Intervistato da La Nazione il 10 dicembre, Gentile espresse dei concetti su cui in seguito sarebbe tornato spesso, affermando la necessità di «cercare e valorizzare tutto ciò che faciliti e affretti la conciliazione e l'unione degli animi». Giovanni Preziosi, scrivendo a Mussolini il 31 gennaio, al contrario consigliò: «Compito numero uno non è la così detta 'concordia nazionale', della quale insieme a Gentile vanno blaterando altri, ma la totale eliminazione degli ebrei [...]».
Gentile disapprovò gli eccessi criminali del Reparto Servizi Speciali di Mario Carità che allora operava a Firenze, minacciando di denunciarlo, tanto che in un primo tempo si pensò che l'attentato a Gentile fosse stato commesso proprio da componenti della banda, allo scopo di porre fine alle proteste del filosofo verso le loro violenze. Inoltre intervenne più volte per aiutare numerosi antifascisti chiedendo per loro la grazia.
Il 1º dicembre 1943 i gappisti nella loro prima azione uccisero il tenente colonnello Gino Gobbi, comandante del distretto militare; per rappresaglia furono fucilati cinque militanti comunisti già detenuti nelle carceri. Ciononostante i gappisti intensificarono le azioni. L'ex ministro scrisse il 28 dicembre 1943 sul Corriere della Sera un articolo intitolato Ricostruire:
L'articolo suscitò le proteste degli elementi più estremisti del fascismo repubblicano ed in particolare del giornale di Roberto Farinacci Il Regime Fascista. Gentile replicò nuovamente sul quotidiano milanese il 16 gennaio 1944 con una lettera al direttore Ermanno Amicucci:
Qualche giorno dopo Gentile inviò ad Amicucci un pezzo - intitolato La macchina bolscevica - nel quale affermava che nel Regno del Sud l'Unione Sovietica avesse istituito una commissione per educare i giovani al comunismo: le tesi di questo scritto furono giudicate "infondate" e quindi esso non venne dato alle stampe. Il 16 febbraio venne gravemente ferito in un agguato gappista l'archeologo Pericle Ducati, nominato due mesi prima presidente del tribunale straordinario di Firenze: l'episodio fu foriero di nuove critiche contro Gentile, stavolta da parte di Ezio Maria Gray, direttore dell'EIAR, che lo attaccò indirettamente biasimando i paladini della «riconciliazione universale».
Nella primavera del 1944 il filologo Vittore Branca, allora membro del CLN toscano, si recò a Palazzo Serristori per far visita a Gentile, di cui era stato allievo alla Normale. Branca ha ricordato che in quell'occasione l'antico maestro gli chiese di collaborare alla Nuova Antologia, ma egli rifiutò: «ormai c'è troppa tragedia, ci sono troppi morti, ci sono troppe inumanità tra le diverse sponde su cui siamo. Non posso...». Gentile rispose: «Tu non capisci niente, sei troppo giovane, non hai vissuto i drammi della storia di questa nostra Italia; e non hai visto quell'uomo [Mussolini], cui io devo tutto, tutto, distrutto dall'angoscia e che quattro mesi fa mi chiedeva aiuto per salvare il salvabile». Durante l'incontro Branca chiese a Gentile di intervenire in favore di due antifascisti: Attilio Momigliano e l'ex normalista Aldo Braibanti, deferito al tribunale militare. In seguito Branca ebbe modo di appurare «che per Momigliano e Braibanti aveva fatto, e che per altri continuava a fare». Per quanto riguarda Braibanti, arrestato da Carità e torturato, Gentile intervenne affidandone la difesa all'avvocato Dante Ricci, il quale essendo collega di studio del federale fascista della città avrebbe potuto influenzare l'esito del processo in favore dell'imputato.

## La lettera di Concetto Marchesi
All'articolo di Gentile rispose l'umanista Concetto Marchesi con un articolo dal titolo "Rinascita fascista e concordia di animi" pubblicato il 24 febbraio 1944 sul quotidiano socialista luganese "Libera Stampa", nella cui introduzione, ad opera della redazione del giornale, si definiva quello di Gentile un «appello per una impossibile unione degli Italiani sotto l'insegna del neofascismo». Circa l'appello di Gentile per la rinascita dell'Italia fascista dopo l'armistizio, Marchesi scrisse:
(Concetto Marchesi, Libera Stampa, 24 febbraio 1944)
L'articolo venne ripreso da vari fogli clandestini e nella versione pubblicata in marzo nel numero 4 de La Nostra lotta, principale organo del PCI nell'Italia occupata dai tedeschi, il finale apparve modificato in tal modo:
La spada non va riposta finché l'ultimo nazista non abbia ripassato le Alpi, finché l'ultimo traditore fascista non sia sterminato. Per i manutengoli del tedesco invasore e dei suoi scherani fascisti, senatore Gentile, la giustizia del popolo ha emesso la sentenza: MORTE!»
Nel novembre 1968 Girolamo Li Causi depositò presso l'Istituto Gramsci di Roma una "nota di carattere riservato", in cui si assumeva la responsabilità di aver sostituito le ultime frasi dello scritto di Marchesi. Precisamente affermò di essere l'autore degli ultimi due periodi della versione modificata, cioè del testo che va dalle parole "La spada non va riposta" in poi, mentre non si attribuì la paternità del periodo precedente, anch'esso mutato rispetto all'articolo originale di Concetto Marchesi.

## L'elogio di Gentile a Hitler
Il 19 marzo, durante la commemorazione di Giambattista Vico innanzi all'Accademia d'Italia, Gentile tenne un discorso in favore della prosecuzione della guerra a fianco dell'Asse, giustificando l'occupazione tedesca e contrapponendo alla figura del re, colpevole di aver consegnato il paese al nemico, quelle di Mussolini e di Hitler:
Si è ipotizzato che questo elogio di Gentile nei riguardi del Führer – verso il quale il filosofo siciliano era sempre stato freddo, avendo negli anni mostrato nei confronti del nazismo «tutt'altro che inclinazione o simpatia» – sia da collegare al suo tentativo di far rientrare in Italia il figlio Federico, capitano d'artiglieria del Regio Esercito, dopo l'8 settembre internato dai tedeschi in un campo di prigionia a Leopoli in condizioni particolarmente severe: era l'unico ufficiale italiano del campo a non ricevere la posta di ritorno. Federico Gentile aveva aderito alla RSI ma non aveva accettato l'arruolamento nell'Esercito Nazionale Repubblicano, preferendo tornare in Italia da civile per dirigere la casa editrice Sansoni e – secondo la testimonianza dell'ex internato Enzo Ciantelli – sentendosi responsabile per altri militari che lo avrebbero seguito nella sua scelta. Il 14 marzo, dopo aver cercato l'intercessione di Mussolini, Gentile aveva scritto al figlio: «Io sto tentando una nuova via». Undici giorni dopo l'elogio di suo padre al dittatore tedesco, Federico Gentile fu trasferito nel più vicino campo di Wietzendorf, dove i tedeschi, dopo mesi di angherie, gli offrirono la possibilità di tornare in Italia.

## Le minacce di morte
Il 30 marzo 1944 Giovanni Gentile ricevette una cartolina anonima, con timbro postale di Firenze del 28 marzo, recante il seguente messaggio:
L'accusa era chiaramente riferita alla fucilazione di cinque giovani renitenti alla leva, avvenuta al Campo di Marte. Catturati in seguito all'avvenuta uccisione di diversi simpatizzanti fascisti presi prigionieri dai partigiani nella cittadina di Vicchio il 6 marzo 1944. In un'intervista pubblicata dal Corriere della Sera il 6 agosto 2004, Teresa Mattei, deputata comunista dell'Assemblea Costituente, ha peraltro attribuito l'iniziativa dell'omicidio al marito Bruno Sanguinetti, ricordando anche il ruolo giocato da lei stessa (che conosceva personalmente il filosofo) raccontò:
(Teresa Mattei)
Teresa Mattei rivendicò la legittimità dell'esecuzione di Gentile:
(Teresa Mattei)
Secondo Mattei, la decisione di assassinare Gentile fu approvata, senza alcuna consultazione col centro nazionale del partito o con gli altri partiti del Comitato di liberazione toscano, dal capo del PCI clandestino di Firenze Giuseppe Rossi e dall'archeologo Ranuccio Bianchi Bandinelli.

## L'agguato

L'ingresso della villa di Montalto al Salviatino, dove Gentile trovò la morte il 15 aprile 1944

Il gappista Bruno Fanciullacci

Il 15 aprile due gappisti fiorentini, Bruno Fanciullacci e Antonio Ignesti o forse Giuseppe Martini "Paolo", dopo attenti studi degli orari della vittima, si appostarono nei pressi della Villa di Montalto al Salviatino, dove Gentile – che confidando nella sua immagine di "pacificatore" era privo di scorta – dimorava con la famiglia, ospite di Tammaro De Marinis.
Appena mezz'ora prima dell'agguato aveva ricevuto a Palazzo Serristori due docenti della Facoltà di scienze politiche "Cesare Alfieri", il preside Renato Galli e Giuseppe Vedovato, i quali si erano rivolti a lui per salvaguardare l'autonomia della facoltà, di tradizione liberale e da anni oggetto di tentativi di condizionamento da parte del regime. Tornato in auto alla villa verso le 13.30, mentre l'autista era intento ad aprire il cancello, i gappisti gli si avvicinarono tenendo sotto braccio dei libri per camuffarsi da studenti e per nascondere le armi: il filosofo settantenne abbassò il vetro per prestare ascolto ma fu subito investito dai colpi.
Gli storici hanno tramandato che Fanciullacci - mentre sparava all'intellettuale siciliano - esclamò "Non uccido l'uomo ma le sue idee!"; secondo altre fonti invece l'esponente del PCI fiorentino disse più prosaicamente "Questo lo manda la giustizia popolare!".
Dileguatisi in bicicletta i due gappisti (che trovarono rifugio in casa del pittore Ottone Rosai, che stigmatizzò il fatto con dure parole: "Bella impresa uccidere un povero vecchio"), l'autista si diresse immediatamente all'ospedale di Careggi trasportandovi il filosofo in gravissime condizioni, ma invano. I tentativi di rianimare Gentile si rivelarono inutili: i colpi di pistola, esplosi quasi a bruciapelo, lo avevano colpito in pieno petto, uno al cuore. Tra i primi a vedere il filosofo in quello stato fu il figlio Gaetano, che prestava servizio in ospedale presso il reparto chirurgico. Immediatamente accorse anche Benedetto, un altro figlio, che dirigeva la Casa Editrice Sansoni.
Differenti versioni della dinamica dell'agguato riportano, oltre a Fanciullacci e Ignesti, la presenza di uno o due uomini appartenenti al commando gappista, forse con funzione di "palo" o come appoggio eventuale al gruppo di fuoco principale, ma non sono emerse conferme o comunque tali individui sono rimasti anonimi. Secondo le autorità fasciste si trattava di Elio Chianesi, mentre gli altri sono stati identificati, dalle loro stesse testimonianze, col citato Martini e la staffetta Liliana Benvenuti Mattei "Angela" come appoggio. Del resto la responsabilità di aver esploso i colpi che hanno raggiunto Gentile venne poi attribuita al solo Fanciullacci.

## La mancata rappresaglia
Dopo l'attentato le autorità della RSI promisero mezzo milione di lire in cambio di informazioni sui responsabili, mentre venne disposto l'arresto di cinque docenti, indicati dal capo della provincia Raffaele Manganiello come i mandanti morali dell'agguato: Ranuccio Bianchi Bandinelli, Renato Biasutti, Francesco Calasso, Ernesto Codignola, Enrico Greppi; ma gli ultimi due sfuggirono alla cattura. Grazie al diretto intervento della famiglia Gentile gli arrestati scamparono alla consueta rappresaglia che i fascisti eseguivano in seguito alle azioni gappiste (meno di due settimane prima, il 3 aprile, a Torino erano stati fucilati cinque prigionieri per l'uccisione del giornalista Ather Capelli), venendo rimessi in libertà. Così Gaetano Gentile ricordò nel 1954 il suo intervento presso la prefettura:

## I funerali
Un giovane Giovanni Spadolini raccontò che ai funerali non furono presenti accademici (tranne tre persone) né intellettuali.

## Le reazioni

### Nella RSI

L'ingresso della salma di Gentile nella Basilica di Santa Croce, 18 aprile 1944

Un bollettino riservato della Guardia Nazionale Repubblicana riferisce: «I funerali di Giovanni Gentile si sono svolti in un'atmosfera di raccoglimento. La popolazione vi ha partecipato in massa, mantenendo però un atteggiamento del tutto riservato». Poi rettifica: «Ai funerali di Gentile scarso concorso di cittadinanza. Forze di servizio 720».
Il primo cordoglio fascista sull'uccisione del filosofo è cauto e intempestivo, forse per il timore dell'effetto terroristico di quella morte sugli incerti e gli indecisi: la radio del 15 tace la notizia, se ne danno rapidi cenni l'indomani. Tace, o quasi, la Nuova Antologia, la rivista di cui Gentile aveva assunto la direzione, tanto che i suoi amici dell'Accademia d'Italia Ardengo Soffici ed Enrico Sacchetti dovranno ricorrere ad un'altra rivista, Italia e civiltà, per sfogarsi. Su quest'ultima rivista intervenne il 22 aprile anche Giovanni Spadolini, all'epoca diciottenne allievo di Gentile, lamentando la mancata proclamazione del lutto nazionale e le scarse manifestazioni di cordoglio da parte delle autorità e dei personaggi pubblici, elogiando viceversa la partecipazione popolare:
Spadolini proseguì deprecando le uccisioni di esponenti moderati della RSI, secondo lui dovute a una precisa strategia:
Il compianto di Mussolini fu manifestato pubblicamente solo all'uscita della Corrispondenza Repubblicana, ove scrisse:
(Benito Mussolini su Corrispondenza Repubblicana)
Padre Agostino Gemelli inviò un telegramma di condoglianze all'Accademia d'Italia a nome dell'Università Cattolica del Sacro Cuore della quale era rettore. In giugno padre Gemelli pubblicò sulla "Rivista di filosofia neo-scolastica" un articolo di deplorazione dell'uccisione di Gentile, lamentando come questa avesse impedito l'attesa evoluzione del pensiero del filosofo verso i fondamenti del cattolicesimo; evoluzione che il contenuto di un colloquio fra Gentile e papa Pio XII, in cui il primo aveva dichiarato «di aver sempre cercato e di cercare spassionatamente la verità», faceva sperare.

### Nella Resistenza toscana
Quanto agli antifascisti, apparvero divisi sul giudizio da esprimere sull'esecuzione. La prima rivendicazione, piuttosto vaga, dell'attentato da parte della Resistenza appare nell'edizione laziale de l'Unità il 20 aprile: «Quasi alla stessa ora in cui a Roma professori e studenti rievocavano, in mezzo al popolo, il sacrificio dei tre professori romani caduti per la Patria e per la civiltà nel tragico massacro del 24 marzo, la giustizia popolare si abbatteva a Firenze sul traditore Giovanni Gentile».
Soltanto il 22 aprile venne diffuso a Firenze un volantino di rivendicazione, dal titolo Il caso Gentile, nel quale l'azione gappista era esaltata come vendetta per i martiri del Campo di Marte, riproducendo l'articolo di Concetto Marchesi. Preparato da Orazio Barbieri per iniziativa dei soli comunisti, recava arbitrariamente la firma "Il Comitato di Liberazione Nazionale", ma venne immediatamente sconfessato dal CTLN (CLN toscano) in seguito a una netta presa di posizione di Enzo Enriques Agnoletti, rappresentante del Partito d'Azione.. Cosicché il CTLN votò, con l'astensione del rappresentante del PCI, la deplorazione dell'uccisione di Gentile. Secondo Orazio Barbieri: «L'ordine del giorno di deplorazione è approvato con l'astensione dei comunisti, i quali pur non avendo il loro partito deciso l'uccisione di Gentile, non possono disapprovare quell'atto vindice e giustiziere compiuto da giovani col rischio della propria vita». Enriques Agnoletti redasse a nome del suo partito un documento, datato 23 aprile, in cui circa Gentile è scritto:
Tale posizione è confermata da Gianfranco Musco, rappresentante del PCI presso il CLN toscano: «Qualche giorno dopo l'attentato contro Gentile incontrai per strada Enriques Agnoletti, che mi manifestò il suo disaccordo per questa azione dei GAP contro un uomo di indubbio valore intellettuale». Molti anni dopo, Enriques Agnoletti scrisse dell'omicidio Gentile che «solo la notorietà della vittima ne fece un caso particolare».
Un altro esponente del Partito d'Azione, Tristano Codignola, il 30 aprile prese duramente posizione contro il suo omicidio, scrivendo sul giornale clandestino del partito, L'Italia libera:
L'articolo conteneva giudizi contrastanti sulla figura del filosofo: se da un lato si sosteneva che «aveva incarnato, nei primi decenni del secolo, il migliore pensiero filosofico italiano e che la sua opera di quei decenni resta a testimonianza di un ingegno fervido e vivo, e di nobili interessi speculativi ed umani», lodando la riforma scolastica da lui promossa, che «sebbene legata al fascismo e viziata da una concezione autoritaria ed hegeliana dello stato, sostanzialmente sorda ad esigenze democratiche e liberali, costituì tuttavia, nel suo complesso, un'opera ammirevole, alla quale l'amore sincero per la scuola ed il rispetto per l'autonomia dell'insegnamento infusero un severo carattere di serietà e di unità, che si ricollegava alle tradizioni dello Spaventa e del De Sanctis»; dall'altro gli veniva imputata «una parte preponderante nel mercimonio e nella corruttela delle coscienze d'intere generazioni di giovani» e si diceva che si era mostrato «accecato da un insensato spirito di parte e da un'orgogliosa ostinatezza».
Proprio i giudizi contrastanti espressi nell'articolo permisero al Partito Comunista fiorentino nella lettera di risposta, uscita su Azione Comunista l'11 maggio e direttamente rivolta agli azionisti col titolo "Agli amici del Partito d'Azione, Sezione di Firenze", di esprimere meraviglia «che il disagio creato nelle vostre coscienze non sia stato eliminato e superato "dall'analisi senza settarismi e spregiudicata serenità" condotta attraverso tutto l'articolo» e di replicare:
La scrittrice inglese Iris Origo, impegnata nel sostegno alla Resistenza in Val d'Orcia insieme al marito Antonio Origo, il 16 aprile annotò sul proprio diario:
Qualche giorno dopo, il 5 maggio, Origo riportò che, a seguito dell'interruzione delle indagini, si diffusero «voci secondo le quali la responsabilità del delitto dovrebbe essere attribuita agli stessi fascisti estremisti».
Piero Calamandrei nel suo diario definì l'agguato «un episodio che fa fremere», aggiungendo comunque che «storicamente questa uccisione è un atto di guerra» con il quale la storia ripagava il filosofo «della sua stessa moneta».

### Tra gli antifascisti di altre regioni occupate
Non tutti gli azionisti condivisero la condanna dell'attentato. In Veneto, Egidio Meneghetti realizzò un volantino contro Gentile che venne pubblicato nel numero del 15 maggio di Fratelli d'Italia, e quindi con l'approvazione di tutto il CLN veneto. Il movimento Giustizia e Libertà, per mano di Carlo Dionisotti (con lo pseudonimo di Carol Botti), sul primo numero dei Nuovi quaderni di Giustizia e Libertà di maggio-giugno 1944, considera che Gentile con le sue tre ultime uscite pubbliche (l'accettazione della presidenza dell'Accademia, l'invito alla concordia tra le parti «come si trattasse di una divergenza di opinioni su problemi di lieve entità» e l'accettazione dell'occupazione tedesca durante la commemorazione di Vico) «ha firmato ormai la sua condanna» con «la foga animale dell'uomo sordo a ogni monito altrui» e «una meschinità rivoltante a confronto dell'originaria statura dell'uomo», concludendo: «Chi sta col fascismo condivide, chiunque esso sia, quella responsabilità, e partecipa del destino di violenza e di sangue che ne consegue... E tuttavia proprio la morte gli è stata propizia, perché se anche lo ha colto impreparato e suo malgrado, lo ha comunque involto finalmente... in questa orrenda ma necessaria, espiatrice tragedia dell'Italia».
Bandiera Rossa, giornale milanese ispirato dal socialista Lelio Basso, il 25 maggio 1944 pubblicò una Commemorazione di Giovanni Gentile, in cui si giustificava l'uccisione ricordando un passaggio di un discorso elettorale tenuto dal filosofo a Palermo il 24 marzo 1924:
Il discorso, già citato all'indomani del delitto Matteotti per accusare Gentile di giustificare le violenze fasciste, nei giorni successivi alla sua morte fu largamente ricordato da vari favorevoli all'attentato, tra cui Antonio Banfi ed Eugenio Curiel, i quali su La Nostra Lotta n. 9 del maggio 1944, dopo aver definito Gentile «quel retore che a Palermo celebrò il manganello come la spada della nuova libertà», affrontarono la questione sul piano della responsabilità politica dell'intellettuale: «Era uno studioso, si dice, un filosofo, un uomo di cultura e che la cultura protesse, difese e sempre celebrò i valori dello spirito e non era questo uno scudo sufficiente per i suoi errori politici?». La risposta è no poiché, nella «lotta esaltante e terribile» in corso, un «privilegio di salvezza», specialmente a chi «del suo ingegno e del suo sapere ha fatto uno strumento di inganno e perversione», non può che essere negato; e conclusero: «Così l'infelice, che dinanzi al trionfo del male tanto spesso ha vantato, con alterigia da profeta, la provvidenzialità della storia, cade vittima della moralità della storia».
In un articolo su Il Popolo, la Democrazia Cristiana, pur esprimendo un "sentimento di deplorazione" per la morte di Gentile, sottoposero la carriera politico-filosofica del filosofo ad una critica serrata incentrata sul fatto che egli fosse effettivamente il filosofo del fascismo, in quanto predicatore e apologeta della violenza:
(Il Popolo, Anno II, N. 4 - 18 maggio 1944)
E ricordando il discorso del filosofo a proposito della "predica o il manganello", l'articolo de Il Popolo concludeva ironicamente: «Quale "pezza d'appoggio" per chi dovrà difendere i quattro che nei pressi della Villa del Salviatino forse ritennero che la forza materiale sia un equivalente della forza morale!».
Dieci giorni dopo Il Popolo criticò padre Agostino Gemelli per il telegramma di condoglianze recante la sua firma, invitandolo a dichiarare pubblicamente se ne fosse o meno l'autore.
A Roma, il liberale Umberto Zanotti Bianco commentò la notizia nel suo diario:
Il Partito Liberale Italiano, su "L'Italia e il secondo Risorgimento" pubblicato a Lugano il 10 giugno 1944, condannò la figura di Gentile «in sede morale» sospendendo il giudizio su «un gesto [l'attentato], le cui ultime cause determinanti ci possono essere in parte ignote».

### Tra gli antifascisti in esilio
In una trasmissione di Radio Londra, l'esponente socialista in esilio Paolo Treves, commentando l'azione dei GAP, disse:
Enzo Tagliacozzo, nel numero del 1º maggio de Italia Libera, pubblicazione legata a Randolfo Pacciardi e Gaetano Salvemini stampata a New York, attaccò l'opera di Gentile definendolo "traditore della cultura e della gioventù" e concludendo che "ha meritato di finire sotto le armi vendicatrici dei patrioti".
Giuseppe Prezzolini, allora negli Stati Uniti, annotò nel suo diario il 17 aprile «C'era da aspettarsi qualche cosa di simile» e «Ha evitato, morendo per mano di sicari, le umiliazioni che non gli sarebbero mancate in caso di vittoria degli alleati e, magari, anche in caso di vittoria dei tedeschi».
L'orientalista Giorgio Levi Della Vida, uno dei 12 professori universitari su 1200 che si erano rifiutati di giurare fedeltà al fascismo, espatriato negli Stati Uniti dopo la promulgazione delle leggi razziali fasciste, scrisse: «Atterrato dal piombo di un ignoto, togliendo se stesso da una situazione penosa e l'Italia post-fascista dall'imbarazzo di doverlo condannare salvo poi riabilitarlo, come è avvenuto per tanti altri».

### Nel Regno del Sud
Benedetto Croce manifestò dolore per l'uccisione del suo ex collaboratore ed amico, annotando sul suo diario il 17 aprile:
In seguito, quando chiese al genero Raimondo Craveri chi ne fossero i responsabili – alla risposta «i partigiani» – commentò: «ammazzano anche i filosofi». Secondo Craveri «con quelle parole Croce prendeva coscienza di una guerra civile ormai in corso e non soltanto di una animosa resistenza militare contro i Tedeschi».
In un dattiloscritto del settembre 1944 (di cui lo stesso Croce aveva stabilito la pubblicazione solo dopo la propria morte e solo in via eventuale), il filosofo napoletano annotò:
In un articolo pubblicato su l'Unità di Napoli il 23 aprile e firmato "x.y.", il segretario del PCI Palmiro Togliatti, sbarcato nella città partenopea il 27 marzo dopo un lungo viaggio da Mosca, e nominato da appena un giorno vicepresidente del Consiglio del secondo governo Badoglio, esordì attaccando coloro che avevano espresso contrarietà all'attentato: «Parlando di Giovanni Gentile, condannato a morte dai patrioti italiani e giustiziato come traditore della patria, non riesco a prendere il tono untuoso di chi, facendo il necrologio di una canaglia, dissimula il suo pensiero e la verità col pretesto del rispetto dei morti». Poi continuò: «Chi tradisce la patria impegnata in una lotta a morte contro l'invasore straniero, chi tradisce la stessa civiltà umana ponendosi al servizio della barbarie, deve pagare con la vita. L'esecuzione di Giovanni Gentile è una vittoria del nostro paese nella tragica lotta in cui esso è oggi impegnato: è un trionfo della causa della giustizia. Salutiamo con commozione ed esprimiamo la nostra riconoscenza di cittadini ai giovani combattenti che hanno compiuto quest'atto di risanamento del nostro paese». Definì Gentile «traditore volgarissimo», «uno dei responsabili e autori principali di quella degenerazione politica e morale che si chiamò fascismo», «bandito politico», «camorrista, corruttore di tutta la vita intellettuale italiana», affermando che «non fu solo intellettualmente disonesto, ma moralmente un aborto», e che «riceveva e distribuiva prebende e accumulava milioni, classico tipo del gerarca corruttore e corrotto istallatosi alla sommità del mondo culturale italiano, simbolo vivente della sua decomposizione».
L'articolo di Concetto Marchesi, nella versione modificata da Girolamo Li Causi, per volontà di Togliatti venne riprodotto sul numero di Rinascita del 1º giugno 1944, preceduto da una nota intitolata Sentenza di morte, della quale Sergio Bertelli ha ritrovato il testo autografo:
La condanna della sua figura e il plauso per il suo assassinio furono espressi anche da Antonio Banfi, Eugenio Curiel, Bianchi Bandinelli, Carlo Ludovico Ragghianti, Eugenio Garin, Giorgio Spini e dalla reticenza di Cesare Luporini.

## Dibattito successivo
Luigi Russo, normalista nel dopoguerra vicino al PCI, nel 1949 commentò uno scritto dell'intellettuale organico al partito Fabrizio Onofri e, riconoscendovi l'influenza del pensiero gentiliano, espresse parole di biasimo per l'uccisione di quello che gli appariva un maestro rinnegato:
Nel 1974, il liberale Giacomo Devoto scrisse: «A distanza di 30 anni la mia protesta non si attenua... a nessuno dovrebbe essere lecito condannare un uomo di altro sentire solo per le sue opinioni».
Nel 1984 il filosofo Norberto Bobbio, all'epoca dell'uccisione di Gentile rappresentante del Partito d'Azione a Torino, rileggendo alcuni episodi della Resistenza alla luce dell'esperienza del terrorismo degli anni di piombo, affermò di aver superato la valutazione che aveva dato all'indomani del fatto:
Nel 1993 Indro Montanelli rievocando la morte di Gentile scrisse su Il Giornale: «Appresi quella notizia mentre mi trovavo prigioniero a Gallarate in uno scantinato della Gestapo. Mi ci trovavo da molti mesi, e sempre avevo creduto di trovarmici dalla parte giusta: quella dei resistenti. Per la prima volta dubitai di essere dalla parte sbagliata: quella dei sicari».
Lo stesso anno, nell'ambito delle polemiche sulla dedica di un francobollo a Gentile, fu raggiunto a New York e intervistato lo studioso ebreo tedesco Paul Oskar Kristeller. Sfuggito alle persecuzioni naziste, Kristeller era stato accolto dal filosofo siciliano alla Normale e poi, dopo l'approvazione delle leggi razziali in Italia nel 1938, vista l'impossibilità di preservare il suo impiego accademico, era stato aiutato a trasferirsi negli Stati Uniti e a trovare una cattedra a Yale e alla Columbia. Circa l'uccisione del suo protettore, Kristeller affermò: «fu un delitto che gettò un'ombra sinistra su tutta la Resistenza. Si è capito in Italia che quello fu un parricidio? Che fu uccisa l'espressione più pura e disinteressata di una Nazione: l'amore per il sapere e per la civiltà? Che spararono all'intelligenza?».
In una lettera scritta nel 2000 a Chicco Testa, resa successivamente nota dal quotidiano "Il Riformista" e ripresa da altri organi di stampa, Oriana Fallaci (che pure aveva partecipato personalmente alla resistenza) criticò aspramente l'uccisione di Gentile e definì quegli antifascisti che lo avevano assassinato dei "cacasotto". Secondo la sintesi proposta da "Il Giornale", Fallaci scrive che «l'assassinio di Gentile fu una carognata ingiusta e vigliacca. Gentile non era fascista. Che gli antifascisti furono dei "cacasotto" perché uccisero un grande e inerme filosofo mentre non ebbero il coraggio di sminare i ponti di Firenze che i tedeschi avevano minato». Lo scritto della Fallaci contiene anche un attacco a Benedetto Croce: «A me non pare che Gentile fosse fascista. O non più di Benedetto Croce che all'inizio leccava il culo a Mussolini. Eppure, passata la festa, la soi-disant sinistra lo ha osannato come un grand'uomo. Un uomo probo. Una mente sublime. [...] Se Gentile meritava di morire, anche Benedetto Croce lo meritava. E tanti altri che sarebbero diventati numi del Pci». "Il Riformista" pubblicò anche il parere di alcuni studiosi sullo scritto della Fallaci. Sergio Romano considerò sbagliato il giudizio della Fallaci su Croce (il quale nel 1925 fu il promotore del Manifesto degli intellettuali antifascisti e, durante il regime, fu una delle poche voci indipendenti) e si dichiarò in disaccordo anche sulla pretesa codardia di Fanciullacci, che - per Romano - «morì eroicamente, si buttò dalla finestra perché era stato torturato». Luciano Canfora affermò che il brano della Fallaci era «molto passionale, e d'altra parte nel 2000 stava poco bene, e quindi posso capire l'emozione, l'eccesso. Solo che la Fallaci costruisce il suo ragionamento su un errore, perché Croce è stato bersagliato dal Pci sin dal primo momento». Anche per Marcello Veneziani «la Fallaci è molto ingenerosa con Croce». Per Mirella Serri, con il suo scritto la Fallaci sarebbe incorsa in un errore di prospettiva storica. Riportando sul "Corriere della Sera" il parere dei quattro intellettuali, il giornalista Dino Messina commentò: «Insomma, la grande giornalista bocciata in storia. Chissà come avrebbe reagito a queste critiche!».
L'editore Roberto Calasso, il cui padre Francesco fu sottratto alla rappresaglia per l'uccisione del filosofo grazie all'intervento della famiglia Gentile, in un suo libro autobiografico pubblicato postumo nel 2021, commenta: «L'assassinio di Giovanni Gentile fu un gesto miserabile, ancora più miserabile per le abbondanti giustificazioni politiche che fu subito facile dargli e si sono costantemente rinnovate, con tortuose variazioni, fino a oggi».

## Interpretazioni storiografiche
Giorgio Bocca interpreta l'uccisione di Gentile come una vendetta per la sopra ricordata fucilazione di cinque renitenti alla leva, avvenuta al Campo di Marte il 22 marzo 1944. Secondo Bocca, la deplorazione dell'attentato a Gentile formulata da Benedetto Croce esprimerebbe la concezione secondo cui gli intellettuali risiedono in una sfera superiore a quella dei conflitti mondani e dovrebbero pertanto rimanere immuni da tali conflitti e non essere mai coinvolti nei relativi rischi; a tale idea, Bocca contrappone l'opposta opinione secondo cui anche gli intellettuali si trovano inevitabilmente coinvolti nella lotta politica e devono accettarne tutte le responsabilità. Sempre secondo Bocca, in particolare, i partigiani dell'Italia settentrionale «non possono neanche immaginare che si possa distinguere, nella punizione, fra il fascista filosofo e il fascista qualsiasi, che si rispetti la vita del primo mentre si ordina e si elogia l'uccisione del secondo. Il partigiano combattente di altre regioni giudica tale distinzione sommamente ingiusta, contraria allo spirito democratico e puritano della lotta di liberazione. Giudica utile invece l'effetto terroristico, perché la morte di Gentile farà meditare quanti prestano il loro nome e la fama alla dominazione nazifascista».
Secondo Giorgio Candeloro l'uccisione di Gentile fu «l'azione più clamorosa di quel momento [ma] anche la più discussa nelle file della Resistenza». Scrive lo storico: «L'uomo, che era stato per molto tempo il maggior teorico del fascismo e che, dopo essere stato in disparte per anni, aveva col discorso del 24 giugno '43 cercato di dare un soccorso al fascismo morente, che aveva poi accettato dal governo della RSI la presidenza dell'Accademia d'Italia, aveva continuato ancora, nel colmo di quella lotta senza quartiere di cui il primo responsabile storico era Mussolini, a scrivere articoli e a pronunciare discorsi che facevano appello ad una concordia ormai assurda, ad una conciliazione che avrebbe fatto solo il gioco del fascismo e del nazismo. Certo la sua uccisione fece una triste impressione a non pochi intellettuali antifascisti, che criticarono l'azione dei GAP, come fece Tristano Codignola a Firenze. Ma si deve anche ricordare che la guerra contro il fascismo era ormai giunta ad un punto tale da non consentire disparità di trattamento a favore di un grande intellettuale, quando cadevano da una parte e dall'altra a migliaia capi e gregari. Né si potevano fare distinzioni tra chi cadeva con le armi in pugno o veniva giustiziato per la partecipazione alla lotta e chi dava ad una delle parti in campo un contributo importante di pensiero e di parola. Si può quindi comprendere il senso di pena che molti antifascisti, che avevano conosciuto Gentile e in qualche caso erano stati da lui aiutati, provarono alla notizia della sua tragica fine. Ma, al di là dei sentimenti personali, non si può non considerare quell'uccisione come un'azione di guerra, non più crudele di tante altre compiute in quei giorni arroventati.»
Lutz Klinkhammer, all'interno di un ampio studio dedicato all'occupazione tedesca, scrive che «si può supporre che il filosofo Giovanni Gentile sia stato preso di mira per la sua influenza politico-culturale su ampi settori della borghesia e assassinato per ordine della direzione del Partito comunista». Secondo lo storico tedesco, l'uccisione del filosofo, «il cui appello nazionale filofascista all'unità avrebbe potuto essere bene accolto da alcuni settori della cultura borghese fortemente impregnati di fascismo, dimostra come sotto la triade ideologica "Italia, sociale, repubblica" potessero essere integrati ampi strati dei circoli nazionalconservatori».

### Tesi alternative
A partire dagli anni Ottanta alcuni studiosi hanno portato spiegazioni alternative della morte del filosofo. Il primo a inaugurare tale filone fu Luciano Canfora nella sua opera La sentenza, uscita nel 1985. Luciano Canfora ha proposto un'altra interpretazione dell'uccisione di Gentile, ossia quella dell'attentato "dai molti padri", riprendendo una tesi già espressa nel 1951 da Benedetto Gentile, figlio del filosofo. Quest'ultimo nel 1983 disse allo stesso Canfora che Curzio Malaparte, all'epoca ufficiale di collegamento alleato, aveva riportato al fratello di Benedetto, Federico, l'idea di una matrice fascista dell'uccisione (anche se comunque Benedetto Gentile nel 1951 aveva sostenuto di non essere convinto di tale idea a causa della rivendicazione comunista dell'attentato). Un ruolo fascista sarebbe confermato, secondo Canfora (che è tornato sul tema nel 2016), anche da altri elementi, come l'informativa dell’ispettore capo dell’OVRA di Firenze, Alfredo Ingrassia, che attribuiva l'omicidio a "elementi fascisti"; e come il resoconto particolareggiato dell'attentato pubblicato nel 1947 sul periodico neofascita Brancaleone, che secondo lo studioso barese indicherebbe la presenza di un infiltrato fascista nelle file dei GAP autori dell'uccisione. La matrice fascista era inoltre stata sostenuta nel dopoguerra anche dall'ex fascista Loris Biagini, oltre che da Carlo Ludovico Ragghianti. Il motivo alla base dell'uccisione di Gentile sarebbe stata la forte ostilità nei suoi confronti da parte dell'ala dura del fascismo repubblicano, ostile ai suoi propositi di "concordia degli animi" e alle sue proteste contro le violenze più efferate. Questi ambienti avevano già da tempo scatenato una forte campagna stampa contro di lui, attaccandolo anche per l'apertura ai comunisti espressa nel Discorso agli italiani e per le sue collaborazioni antifasciste dei tempi dell'Enciclopedia italiana, qualificata come "impresa ebraica". Pochi giorni prima dell'attentato era stato poi rastrellato e ucciso dai tedeschi il segretario di Gentile, Brunetto Fanelli.
La matrice però secondo Canfora non sarebbe affatto esclusivamente fascista, ma multipla: l'attentato a Gentile sarebbe infatti il risultato di un'azione convergente, oltre che dell'ala dura del fascismo, anche dei servizi segreti britannici, della massoneria e del Partito comunista. Il punto di riferimento sarebbe rappresentato da John McCaffery, massone inglese e dirigente dei servizi segreti inglesi in Svizzera. Il ruolo britannico sarebbe indicato secondo lo studioso barese da un lato dai forti attacchi contro Gentile giunti da Radio Londra in quei mesi, e dall'altro dalla pubblicazione, poche ore prima dell'attentato, di una biografia di Gentile su quasi tutta la prima pagina del giornale La Tribune de Genève a firma di "Aristide Aris". Aris secondo Canfora sarebbe Paul Gentizon, un giornalista svizzero che negli anni precedenti era stato filofascista e ora avrebbe svolto verosimilmente un ruolo di doppio gioco tra fascisti e Alleati. Inoltre era massone anche Ezio Maria Gray, che da direttore de La Gazzetta del Popolo di Torino era stato tra i protagonisti della campagna stampa antigentiliana della stampa fascista più oltranzista.
Le autorità alleate in Svizzera però erano anche in contatto con Marchesi, anch'egli massone e all'epoca rifugiato in Svizzera, dove avrebbe goduto di ampia libertà di movimento e che fungeva da tramite col PCI. Proprio dalla Svizzera, sul giornale ticinese Libera stampa, Marchesi aveva pubblicato il suo attacco contro Gentile, poi falsificato da Li Causi.
Se la tesi di Canfora venne criticata da chi, come Enzo Ronconi, lo accusò di avere una visione "verticistica" della Resistenza e di sottovalutare i sentimenti nei confronti di Gentile da parte della base partigiana, altri ripresero alcune tesi dello studio di Canfora, in particolare per ciò che riguardava il ruolo britannico. Questa posizione fu espressa dai filosofi Cesare Luporini e Gennaro Sasso, che parlò di un livello "indicibile" nell'uccisione. I britannici, secondo questa tesi, avrebbero manovrato i partigiani comunisti per eliminare Gentile, che a causa della sua proposta di "pacificazione nazionale" sarebbe stato visto come l'unico in grado di portare a una possibile uscita dalla guerra separata da parte della Repubblica Sociale. Nel 2014 questi temi sono stati ripresi da Luciano Mecacci nella sua opera La ghirlanda fiorentina. Tale tesi è stata contestata dallo storico Gianpasquale Santomassimo, che ha rilevato da un lato come un'uscita anticipata dalla guerra da parte della RSI non sarebbe risultata sgradita ai britannici, e dall'altro come la "concordia" promossa da Gentile aveva come eccezione - nelle sue parole - la lotta "contro i sobillatori, i traditori, venduti o in buona fede, ma sadisticamente ebbri di sterminio" (ossia i partigiani).

## L'omicidio Gentile nelle biografie di Fanciullacci
Lo storico Giovanni Belardelli ha rilevato criticamente, come sintomo di «un imbarazzo e una propensione alla rimozione», la mancata menzione dell'uccisione di Gentile nella voce che il Dizionario della Resistenza, edito nel 2000 dalla Einaudi, ha dedicato a Bruno Fanciullacci. Anche nella biografia del partigiano fiorentino presente sul sito dell'ANPI non vi è alcun riferimento all'uccisione di Gentile, che però è invece rivendicata e difesa in un articolo di Patria indipendente, quindicinale dell'ANPI, del 31 marzo 2005, dedicato proprio alla figura di Bruno Fanciullacci, ed è presente nella voce dedicata a Teresa Mattei, come organizzatrice, insieme a Bruno Sanguinetti, dell'attentato a Gentile. Viceversa, nella voce su Fanciullacci del Dizionario Biografico degli Italiani si legge:

## Film sulla vicenda
- L'ospite, film di Ugo Frosi, Italia, 2015.

### Documentari
- La morte di Giovanni Gentile, film documentario diretto da Marco Leto, sceneggiatura di Massimo Felisatti, con la collaborazione di Sergio Bertelli, Italia, 1982.